# مصطفی الموتی‌نیا

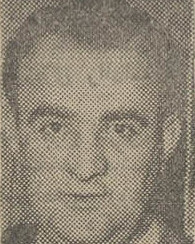
الموتی

مصطفی الموتی (زاده ۱۳۰۶ خورشیدی در آمل) از فعالان سیاسی و مطبوعاتی دوره پهلوی، نماینده مجلس شورای ملی، نویسنده و پژوهشگر تاریخ معاصر ایران است.

## خانواده و تحصیلات
مصطفی پسر محمدحسین، تحصیلات ابتدایی را در مدرسه تمدن و مدرسه عسجدی و دوره دبیرستان را در دبیرستان دارایی تهران در رشته مالی و بازرگانی طی کرد، او نخست لیسانس حقوق قضایی خود را از دانشگاه تهران دریافت و بعد از آن از همان دانشگاه مدرک دکتری اقتصاد خود را گرفت.

## فعالیت‌های رسانه‌ای
او در ۱۵ سالگی کار روزنامه‌نگاری را شروع کرد و چندین سال خبرهای مجلس شورای ملی را تهیه می‌نمود. در ابتدا در روزنامه داد به مدیریت ابوالحسن عمیدی نوری و شروع به کار کرده روزنامه شد و علاوه بر تصدی مدیریت داخلی آن، از خبرنگاران فعال آن روزنامه بود. الموتی پس از کودتای ۱۳۳۲، امتیاز روزنامه صبح امروز را گرفت. صبح امروز در جهت حمایت از دولت‌های وقت انتشار می‌یافت و او پس از مدتی چاپخانه ای نیز برای روزنامه خریداری و بهره‌برداری قرار داد. در زمان نخست‌وزیری منوچهر اقبال روزنامهٔ صبح امروز و مدیرش مورد توجه ویژه نخست‌وزیر قرار گرفت. بطوریکه در سفرهای هیئت دولت به استانها الموتی‌نیا نخست‌وزیر را همراهی می‌کرد.

## فعالیتهای سیاسی و اداری
او از طرفداران حکومت پهلوی بوده و با حزب توده و سیاست شوروی مخالفت بود. در سال‌های ۱۳۳۱ و ۱۳۳۲ خورشیدی در روزنامه داد مقالات بر ضد دولت محمد مصدق نوشت و به عضویت حزب حزب ملیون درآمد. مصطفی الموتی پس از کودتای ۲۸ مرداد روزنامه صبح امروز و همسرش عفت عمیدی نوری خواهر ابوالحسن عمیدی نوری مجله علمی دانشمند را منتشر نمود. 
سپس به خدمات دولتی روی آورد و مدتی عضو هیئت مدیره بنگاه عمران روستایی کشور و عضو هیئت مدیره شرکت معاملات خارجی بود. در ۱۴ آذر ماه ۱۳۳۸ در دولت جمشید اقبال معاون نخست‌وزیر و مدیر کل سازمان بازرسی گردید و در ۱۳۳۹ با استعفاء از معاونت نخست‌وزیری نامزد نمایندگی مجلس شورای ملی شد که از طرف مردم رودبار، الموت، قاقازان و طارم سفلی برای نخستین بار به نمایندگی انتخاب شد، تا دوره بیست و چهارم مجلس شورای ملی ۶ بار نماینده مجلس شورای ملی و یک بار به عضویت مجلس مؤسسان برگزیده شد. عضو هیئت رئیسه مجلس مؤسسان سوم و نیز مجلس شورای ملی بود.
وی که از حزب ایران نوین بود، لیدر پارلمانی آن حزب در مجلس شورای ملی بود. بعد از تأسیس حزب واحد رستاخیز، به آن حزب پیوست و ریاست گروه پارلمانی آن حزب در مجلس شورای ملی را برعهده داشت. همچنین وی عضو اجرایی دفتر حزب رستاخیز و نایب رئیس گروه پارلمانی ملت ایران در اتحادیه بین‌المللی بود. وی از فراماسونهای دوران پهلوی بود که ریاست کلوپ روتاری مرکز را بر عهده داشت.
مصطفی الموتی در بعضی مؤسسات مطبوعات جهانی عضو بود و در تعداد زیادی از همایش‌های بین‌المللی روزنامه‌نگاران شرکت می‌کرد. او همچنین عضو هیئت اجرایی و دفتر سیاسی حزب رستاخیز بود و به پاس خدمت به پهلوی نشان‌های سوم همایون و سوم تاج را دریافت نمود، او عضو هیئت مدیره جمعیت شیر و خورشید سرخ که توسط شمس پهلوی اداره می‌شد، نیز بوده است.
همزمان با اوج‌گیری انقلاب ۱۳۵۷ به خارج از ایران رفت. در این سال‌ها کتاب شانزده جلدی ایران در عصر پهلوی را نوشت که در آن به ذکر خاطرات خود و تشریح شخصیت‌های پهلوی می‌پردازد مصطفی الموتی هم‌اکنون ساکن لندن می‌باشد.